# Sonate pour violon et piano de Pierné
Pour les articles homonymes, voir Sonate pour violon et piano.
La Sonate pour violon et piano en ré mineur, op. 36, est une sonate pour violon de Gabriel Pierné. Composée en 1900 et dédiée à Jacques Thibaud, elle est créée le 23 avril 1901 par le dédicataire et Lucien Wurmser au piano.

## Présentation
La Sonate pour violon et piano, première grande partition de musique de chambre de Gabriel Pierné, est composée durant l'été 1900 au Fransic, près de Morlaix,. En ré mineur, l'œuvre porte le numéro d'opus 36.
La sonate, dédiée au violoniste Jacques Thibaud, est créée le 23 avril 1901 à Paris, salle Pleyel, par le dédicataire et Lucien Wurmser au piano.
Pour le musicologue Jean-Alexandre Ménétrier, « l'œuvre est très française, intimiste, dans la tradition de la Sonate de Franck ; elle lui emprunte son procédé cyclique, son langage très romantique et son ton passionné ».

## Structure et analyse
La Sonate, d'une durée moyenne d'exécution de vingt-et-une minutes environ, est constituée de trois mouvements :
1. Allegretto, qui, selon le « procédé de la cellule génératrice[2] », expose « une idée mélodique qui se perpétue à travers ses développements issus les uns des autres », avant qu'un second thème, « plus énergique et plus lyrique », ne soit, « à son tour, aspiré dans le flot continu[2] » ;
2. Allegretto tranquillo (en sol majeur, à 
[3]), qui doit être joué « avec un sentiment calme et rêveur »[3], est de « type berceuse[2] » et « déroule son thème unique, nouvelle mélodie sans fin bâtie sur un schéma rythmique uniforme[5] » ;
3. Andante non troppo — Allegro un poco agitato, finale qui s'ouvre sur une « lente introduction en forme de récitatif[6] », en ré majeur[3], puis « s'élance, s'allonge et s'amplifie[6] », réutilisant des thèmes du premier mouvement. La pièce « s'achève dans un climat joyeux[3] ».

D'un « haut niveau artistique » selon Walter Willson Cobbett, la partition « déborde de l'expression d'une nature passionnée, de délicieux procédés métriques et d'une écriture brillante ».
D'après les sœurs Milstein (Maria et Natalia), cette œuvre serait un des modèles de la Sonate de Vinteuil dans À la recherche du temps perdu.
La partition est publiée par Durand. La Sonate existe également dans une transcription pour flûte et piano, de l'auteur, parue chez le même éditeur.

## Discographie
- Pierné: complete piano works, chamber, orchestral & vocal music, historical recordings, 10 CD, Warner Classics, 2023[9] :
  - version pour violon et piano, CD 8 : Olivier Charlier (violon) et Jean Hubeau (piano) ;
  - version pour flûte et piano, CD 9 : Jean-Pierre Rampal (flûte) et Pierre Barbizet (piano) ;
  - enregistrement historique, CD 10 : Miguel Candela (violon) et Jeanne-Marie Darré (piano).
- La Sonate de Vinteuil, Maria Milstein (violon) et Nathalia Milstein (piano), Mirare, 2017[10].
- Paris 1900, Geneviève Laurenceau (violon) et David Bismuth (piano), Naïve, 2017[11].
- French Resonance : Gabriel Pierné, Louis Vierne, Gabriel Fauré, Elsa Grether (violon) et François Dumont (piano), Fuga Libera FUG 728, 2015[12].
- The Art of the Violin, Solenne Païdassi (violon) et Laurent Wagschal (piano), Indesens INDE051, 2013[13].
- Gabriel Pierné, la musique de chambre, vol. 2, Markus Brönnimann (flûte) et Christian Ivaldi (piano), Timpani 2C1111, 2007[14].
- Gabriel Pierné, la musique de chambre, vol. 1, Philippe Koch (violon) et Christian Ivaldi (piano), Timpani 2C1110, 2006[15].
- Gabriel Pierné : l'œuvre pour violon et piano, Gaëtane Prouvost (violon) et Laurent Cabasso (piano), Integral Classic, 2006[16].
- Pierné, Lekeu, Marianne Piketty (violon) et Laurent Cabasso (piano), Maguelone, 2006[17].